# Bantiella
Bantiella, es un género de las mantis, de la familia Thespidae, del orden Mantodea. Tiene 5 especies reconocidas científicamente y 1 en forma provisional.

## Especies
- Bantiella columbina
- Bantiella fusca
- Bantiella hyalina
- Bantiella pallida
- Bantiella trinitatis
- Bantiella bantiella (nombre aceptado provisionalmente)